# Славен Замбата
Славен Замбата (Сињ, 24. септембар 1940 — Загреб, 29. октобар 2020) био је југословенски фудбалер.

## Клупска каријера
Славен Замбата је играчку каријеру започео у јуниорском погону Јунака из Сиња. У том клубу је одиграо једну сезону за први тим, па је затим прешао у загребачки Динамо. У Динаму је играо до 1969. године, односно 10 сезона, и за то време одиграо 397 утакмица и постигао 264 гола. Замбата је са Динамом освојио 4 купа Југославије, и као капитен предводио Динамо до јединог европског трофеја освојивши Куп сајамских градова 1966/67, као и до финала истог такмичења сезоне 1962/63. Након одласка из Динама играо је у белгијским клубовима Варегему и Кросинг клубу, након чега се накратко 1972. вратио у Динамо. Након низа повреда завршава каријеру 1973. године. По броју постигнутих голова у историји Динама Замбата се налази на осмом месту.
Преминуо је 2020. године у Загребу.

## Репрезентативна каријера
За репрезентацију Југославије Замбата је дебитовао 16. септембра 1962. у Лајпцигу против Источне Немачке, и на дебитантској утакмици постигао гол. За Југославију је одиграо 31 утакмицу и постигао 21 гол. Као капитен предводио је репрезентацију на Олимпијским играма 1964. у Токију, где је Југославија освојила 6. место.

## Трофеји
- Куп Југославије: 1960, 1963, 1965, 1969.
- Куп сајамских градова : 1966/67.